# Tadeusz Bernas
Tadeusz Bernas (ur. 1 listopada 1917, zm. 29 listopada 1995) – polski oficer, kapitan Polskiej Marynarki Wojennej, ostatni dowódca okrętu podwodnego „Sokół”, kawaler Orderu Virtuti Militari.

## Życiorys
Tadeusz Bernas był w 1939 roku słuchaczem Szkoły Podchorążych Marynarki Wojennej. Jako podchorąży starszego rocznika 30 sierpnia opuścił Gdynię na pokładzie niszczyciela „Grom”, realizującego plan Peking. Promocję na stopień podporucznika marynarki otrzymał w Wielkiej Brytanii 2 marca 1940 roku, ze starszeństwem z dniem 15 października roku poprzedniego. Od 10 marca 1940 roku był dowódcą plutonu w morskim batalionie szkolnym w Coëtquidan. 28 czerwca tegoż roku został dowódcą kutra patrolowego P-3, pełnił tę funkcję do 5 października, gdy został pozostawiony w dyspozycji dowódcy okrętu podwodnego „Wilk”.
W styczniu 1941 roku znalazł się w pierwszej załodze przejmowanego od Royal Navy okrętu podwodnego „Sokół”, jako oficer nawigacyjny. Uczestniczył w pierwszej kampanii śródziemnomorskiej okrętu, 12 lutego 1942 roku dowodził grupą abordażową zajmującą szkuner „Giuseppina”. 3 maja został awansowany do stopnia porucznika marynarki, od 28 lipca pełnił funkcję oficera broni podwodnej na „Sokole”. W marcu 1943 roku został zastępcą dowódcy okrętu i na tym stanowisku odbył drugą kampanię śródziemnomorską jednostki. 7 lutego 1945 roku został mianowany dowódcą swego okrętu, 3 maja tegoż roku otrzymał awans na kapitana marynarki. 17 czerwca został ranny w wypadku samochodowym, jego obowiązki na „Sokole” przejął na czas rekonwalescencji komandor podporucznik Bolesław Romanowski. Później Tadeusz Bernas powrócił do dowodzenia okrętem i pozostał na nim aż do zwrotu jednostki Brytyjczykom.
Po demobilizacji na krótki czas wstąpił do Polskiego Korpusu Przysposobienia i Rozmieszczenia, następnie rozpoczął studia na Wydziale Wodno-Lądowym Polskiego Uniwersytetu na Obczyźnie. Po ich ukończeniu podjął pracę w brytyjskiej filii amerykańskiego przedsiębiorstwa, w 1974 roku przeniósł się do kanadyjskiego biura w Toronto. Działał w organizacjach emigracyjnych, był współzałożycielem, sekretarzem (1983) i II wiceprezesem (1984) koła Stowarzyszenia Marynarki Wojennej w Kanadzie oraz delegatem do Komisji Opieki nad Pomnikiem Katyńskim.
Został odznaczony między innymi Krzyżem Srebrnym Orderu Virtuti Militari, dwukrotnie Krzyżem Walecznych i czterokrotnie Medalem Morskim. Zmarł w Kanadzie w 1995 roku.